# Сертифікат типу

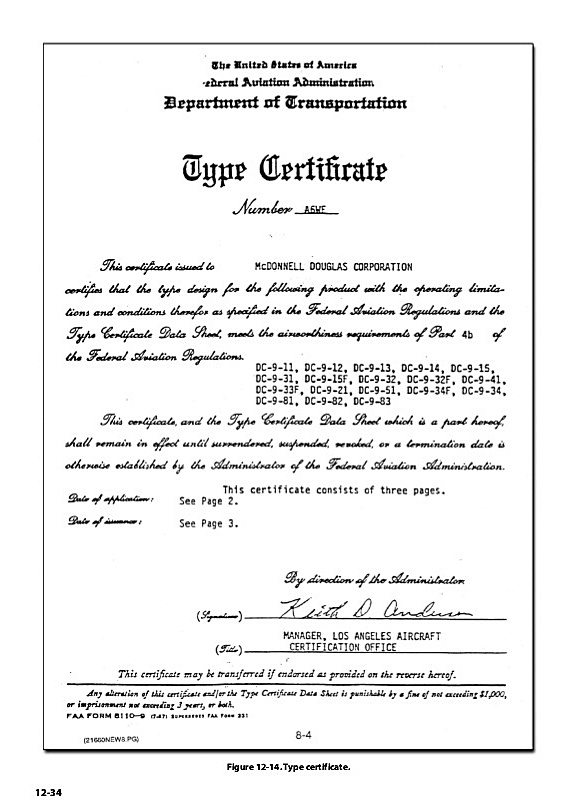
Зразок сертифіката типу, виданого ФАУ США для літака DC-9

Сертифікат типу (англ. type certificate) документ що видається уповноваженим органом в державі реєстрації повітряного судна (в Україні — ДАСУ) з метою засвідчити політну здатність дизайну конструювання літака. Сертифікат видається лише один раз, після чого дизайн змінюватись не може. Сертифікат типу засвідчує факт конструювання повітряного судна відповідно до затвердженої конструкції, дизайн якої відповідає всім вимогами літної придатності. Регулятивний орган порівнює конструкторську документацію на ПС з метою встановлення відповідності для даного типу обладнання.